# یوها داهلوند
یوها داهلوند (فنلاندی: Juha Dahllund؛ زادهٔ ۲۰ مارس ۱۹۵۴) بازیکن فوتبال اهل فنلاند بود.
از باشگاه‌هایی که در آن بازی کرده‌است می‌توان به باشگاه فوتبال هلسینکی و باشگاه فوتبال کیفن اشاره کرد.
وی همچنین در تیم ملی فوتبال فنلاند بازی کرده‌است.